# Саломея (опера)
«Саломе́я» (нем. Salome) — опера Рихарда Штрауса в одном действии на собственное либретто по одноимённой драме Оскара Уайльда. Премьера состоялась 25 декабря 1905 года в Дрезденской королевской опере под управлением Эрнста фон Шуха.

## История создания
Библейский рассказ о царствовании правителя Галилеи и Переи Ирода Антипы содержится в Евангелиях (от Матфея, гл. 14; от Марка, гл. 6; от Луки, гл. 3) и подтверждается историческими хрониками Иосифа Флавия и других древнеримских авторов. В нём ярко запечатлелась эпоха заката Римской империи, столкновение разнузданных инстинктов поздней античности с моралью зарождающегося христианства.
Многочисленные преступления Ирода — изгнание супруги, обман брата, кровосмесительный брак со своей племянницей Иродиадой, патологическая страсть к юной падчерице Саломее — неоднократно привлекали художников. Для романтического XIX века особой притягательностью в этом сюжете обладали женские персонажи. В 1893 году повесть Флобера «Иродиада» вдохновила английского писателя Оскара Уайльда на создание одноактной драмы «Саломея» на французском языке для знаменитой трагической актрисы Сары Бернар. Прошедшую по европейским сценам со скандальным успехом пьесу Штраус увидел в начале 1903 года в Берлине.
Возбуждающая экзотика Востока, пиршество чувственных эмоций и запретных эротических желаний, истерически-нервная природа Ирода, наконец, острота контраста между чудовищным аморализмом гибельно-манящего образа Саломеи и христианскими идеалами Иоканаана (Иоанна Крестителя) вдохновили Штрауса на сочинение музыки. На начальном этапе сотрудничество в создании либретто предложил композитору венский поэт А. Линднер. Но Штраус решил использовать полный текст драмы Уайльда, обратившись к немецкому переводу Х. Лахман. Он устранил несколько эпизодических персонажей, при помощи Р. Роллана сократил и упростил по языку некоторые диалоги. Композитор увидел в Саломее не только женщину-монстра, охваченную маниакальным желанием. Во многом переосмыслив главный образ, Штраус отразил трагическую силу страсти, роковую неудержимость, в результате которых пробуждается истинное чувство любви.
В течение полутора лет шла работа над музыкой. Партитура была закончена летом 1905 года. 25 декабря того же года состоялась премьера «Саломеи» в Дрездене. Постановка «Саломеи» явилась крупным событием в истории немецкой и мировой оперы, она стала сенсацией музыкального сезона. Опера была объявлена певцами неисполнимым и безнравственным произведением. Так, первая исполнительница главной роли, артистка М. Виттих, вначале заявила: «Я не буду это петь, я порядочная женщина».
Вызвавшая резко противоположные оценки критики, «Саломея» впоследствии завоевала успех и утвердилась в репертуаре.

## Действующие лица
- Ирод, тетрарх Галилеи (тенор)
- Иродиада, его жена (меццо-сопрано)
- Саломея, дочь Иродиады (сопрано)
- Иоканаан, пророк (баритон)
- Нарработ, начальник стражи (тенор)
- Паж Иродиады (контральто)
- 5 иудеев-теологов, солдаты, назаряне.

Действие происходит в Галилее в 27—28 годах.

## Краткое содержание
Знойная ночь окутала дворец Ирода Антипы. Стремясь забыться от преследующих его неудач и мрачных предсказаний, тетрарх пригласил множество гостей на очередную праздничную оргию. На террасе расположилась охрана. Начальник стражи, сириец Нарработ поглощён созерцанием принцессы Саломеи, также принимающей участие в празднестве. Увлечённый, он не слышит предостережений охваченного непонятным страхом юного Пажа. Мощный голос пророка Иоканаана доносится из глубокой цистерны, он предвещает пришествие нового духовного правителя. На террасе появляется Саломея. Преследуемая жадными взорами отчима, девушка не хочет оставаться с гостями. Грозные речи Иоканаана пробуждают её любопытство и она требует показать пленника. Испуганные солдаты отказываются, лишь Нарработ нарушает приказ Ирода и выпускает пророка из подземелья. Тот обличает погрязшего в бесчестье тетрарха и развратную Иродиаду.
Непреклонная воля, решимость и мужественность Иоканаана рождают в девушке острое неосознанное влечение — коснуться поцелуем губ пророка. Осквернённый, он отталкивает похотливую принцессу и спускается в темницу. Навязчивая идея поцелуя овладевает мечущейся в смятении Саломеей. Поражённый увиденным, Нарработ закалывается. В сопровождении многочисленной свиты, под яростный спор еврейских теологов на террасу выходит Ирод с супругой. Гонимый кошмарными видениями, доведённый до истерики, тетрарх ищет падчерицу, так как лишь в её обществе он находит отдых. Ирод предлагает Саломее место подле себя, вино и чудесные фрукты, но погружённая в мысли об Иоканаане принцесса отказывает ему. Вожделея, Ирод просит Саломею танцевать. За это наслаждение он готов исполнить любую её просьбу. Неожиданно девушка откликается на щедрые посулы и начинает «Танец семи покрывал».
Источающее эротическую негу тело постепенно вовлекается в стремительный вихрь восточной пляски. В восторге Ирод вопрошает Саломею о награде. Ответ повергает присутствующих в ужас — юная красавица под торжествующие возгласы Иродиады просит голову Иоканаана. Бесполезны попытки тетрарха откупиться золотом и драгоценностями. Сломленный Ирод отдаёт страшный приказ. В предельном, граничащим с безумием возбуждении Саломея получает награду. Желание исполнилось, и в трансе она припадает к губам мертвеца, утоляя агрессивную страсть. Не в силах вынести отвратительной сцены кровавого наслаждения Ирод приказывает убить принцессу. Раздавленная огромными щитами солдат, Саломея умирает.

## Музыка
«Саломея» — первая опера Штрауса, в которой найден оригинальный музыкально-драматический стиль. Специфические черты её драматургии определил многолетний опыт работы композитора в жанре симфонической поэмы. В «Саломее», названной однажды Штраусом «скерцо со смертельным исходом», он впервые применил одноактную оперную структуру сквозного поэмного типа. Истоки замысла «Саломеи» связаны с поисками выхода из сферы вагнеровских идей и средств выражения («шаг вперёд по сравнению с Вагнером» — высказывание самого Штрауса). Однако неоспоримы черты преемственности с музыкальной драмой Вагнера: наличие разветвлённой системы лейтмотивов, непрерывное симфоническое развитие основного тематизма. Позднеромантические средства музыкальной выразительности композитор максимально обострил, воплощая экспрессионистское содержание драмы.
Предельной хроматизации достигла гармония, представляя собой яркий пример позднеромантических тенденций — «эмансипации диссонанса» (термин А.Шенберга), явившейся следствием преодоления стабильных нормативов в различных аспектах музыкальной системы.
Опираясь на прозаический текст, композитор стремился передать интонации речи — от шёпота до крика, вопля. Не ослабляя роли оркестра (партитура рассчитана на 103 участника), Штраус не подчиняет ему голос; пению принадлежит ведущее место. Позднее композитор ещё более усилил партию оркестра, произведя ретушь инструментовки и разрядив напряжение партии Саломеи.

## Постановки оперы
Первые постановки «Саломеи» встретили шквал критики и цензурирования. Так, опера была запрещена к постановкам в Англии по решению лорда Чемберлена, наложившего запрет на пьесу Уайльда. Трудности с постановкой испытал и Густав Малер, тщетно пытавшийся осуществить исполнение «Саломеи» в Вене. В Метрополитен-опера, благодаря сноровке импресарио Генриха Конрида Саломея все же была поставлена 22 января 1907 года (американская премьера), но только единожды — последующие постановки были сняты под давлением банкира Дж. П. Моргана. Следующая постановка «Саломеи» в Метрополитен будет дана только лишь в 1934 году.
Особенное внимание ряд исследователей уделяет постановке оперы в Граце 16 мая 1906 года (австрийская премьера), которой дирижировал лично Штраус. В аудитории собралось множество слушателей, среди которых был Малер, пропустивший премьеру в Дрездене, Пуччини, специально приехавший на постановку и молодой безработный Адольф Гитлер, не без труда собравший деньги на билет. Об этом факте упоминает также и сам Штраус в письме Рудольфу Моральту. О постановке в Граце говорится и в книге Томаса Манна «Доктор Фаустус», где в XIX главе Адриан Леверкюн посещает австрийскую премьеру.
«Саломея» — одна из самых популярных опер Рихарда Штрауса. Наиболее интересны постановки конца XX века: на фестивале в Сполето (1961), Мюнхене (1977), Милане (1987), Зальцбурге (1992), Лондоне (1996), Санкт-Петербурге (2000 год, Мариинский театр, дирижёр Валерий Гергиев).
Среди лучших исполнителей заглавной партии — Астрид Варнай (исполнившая также Иродиаду), Люба Велич, Инге Борк, Биргит Нильсон, Леони Ризанек, Кэтрин Мальфитано. Яркий образ Ирода создал Карл Буриан.
В 1974 году в Германии на основе оперы был снят телефильм (реж. Гётц Фридрих, дирижёр — Карл Бём, в роли Саломеи — Тереза Стратас).
Премьера в России: Ленинград, 6 июня 1924 года, под управлением В. Дранишникова; в спектакле участвовали: Саломея — В. Павловская, Ирод — Иван Ершов.

## Дискография
Исполнители даны в следующем порядке: Ирод, Иродиада, Саломея, Иоканаан, Нарработ
- 1947 — Дир. Клеменс Краус; солисты: Юлиус Пацак, Элизабет Хёнген, Мария Чеботарь, Марко Ротмюллер, Карл Фридрих; оркестр Венской оперы.
- 1949 — Дир. Фриц Райнер; солисты: Фредерик Ягель, Керстин Торборг, Люба Велич, Герберт Янссен, Брайан Салливан; оркестр Метрополитен-опера.
- 1952 — Дир. Курт Шрёдер; солисты: Макс Лоренц, Маргарете Клозе, Инге Борх, Фердинанд Франц, Франц Ферингер; оркестр Метрополитен-опера.
- 1965 — Дир. Жорж Себастьян; солисты: Фриц Уль, Грейс Хоффман, Биргит Нильссон, Эберхард Вехтер, Ренато Сассола; оркестр театра «Колон».
- 1974 — Дир. Рудольф Кемпе; солисты: Джон Викерс, Рут Хессе, Леони Ризанек, Томас Стюарт, Хорст Лаубенталь; Национальный оркестр Франции.
- 1977 — Дир. Герберт фон Караян; солисты: Карл Вальтер Бём, Агнес Бальтса, Хильдегард Беренс, Жозе ван Дам, Веслав Охман; Венский филармонический оркестр.
- 1990 — Дир. Джузеппе Синополи; солисты: Хорст Хистерман, Леони Ризанек, Черил Стьюдер, Брин Терфель, Клеменс Бибер; оркестр Берлинской оперы.

## В астрономии
В честь главной героини оперы назван астероид (562) Саломея, открытый в 1905 году.

## Использованная литература
- Гозенпуд А. Оперный словарь. — СПб., 2005.
- Друскин М., Кенигсберг А., Михеева Л. 111 опер. — СПб., 1998.